# پینگره
پینگره یک دهانه برخوردی در ماه‌ است.